# めちゃんこSKEEEEEEEEEE!!
『めちゃんこSKEEEEEEEEEE!!』（めちゃんこエスケーイー）は、2019年2月から同年4月までdTVで配信していたSKE48の10周年をテーマとしたバラエティ番組。

## 内容
SKE48の10周年を記念して、これまでの10年の活動を振り返り、またこれからの活躍をテーマとしたバラエティ番組。
秘密のばらしあいや後輩からの密告、過酷な罰ゲームなどバラエティ色の高い番組である。
レギュラー出演者に加え、各回ごとに他のメンバーが出演している。

## 出演者
レギュラーMC
- タイムマシーン3号

レギュラー出演
- 松井珠理奈 (SKE48)
- 須田亜香里 (SKE48)
- 大場美奈 (SKE48)
- 惣田紗莉渚 (SKE48)
- 高柳明音 (SKE48)
- 小畑優奈 (SKE48)
- 水野愛理 (SKE48)

## スタッフ
- 総合演出:齊藤 洋
- 構成:大平将貴、吹上洋佑（博報堂）
- 制作プロデューサー:細見将志
- 制作:米村昌哉、小笠原民江、西島一石
- TD :李 スンジェ (turn up)
- CAM :河部 謙一 (turn up)
- AUD :吉川 淳 (turn up)
- 照明 :前田くみ (turn up)
- 美術 :橋本昌和（フジアール）
- ナレーション:DJナイク
- スタイリスト / ヘアメイク:オサレカンパニー
- 編集:齊藤 洋
- MA:株式会社エフエムサウンズ
- 音響効果:井上尚昭
- CG/OPタイトル:森山宏一
- 企画プロデュース:上田徳浩、沼喬志
- プロデューサー:中島章博、佐藤修弘
- 宣伝:龍貴大、林亜紀
- サイト編集:北原恵
- 制作協力:エイベックス・エンタテインメント株式会社
- 製作著作:エイベックス通信放送

## 放送リスト
| #             | 配信開始日 （2019年） | サブタイトル                                             | ゲストメンバー             |
| ------------- | --------------------- | -------------------------------------------------------- | -------------------------- |
| 1             | 2月16日               | メンバー極秘アンケート! 一番慕われていない先輩は誰だ!?   |                            |
| 2             | 2月16日               | 特技ドラフト!新しいお仕事ゲットだぜ!                     | 菅原茉椰                   |
| 3             | 2月23日               | 特技ドラフト!新しいお仕事ゲットだぜ!                     | 菅原茉椰                   |
| 4             | 3月2日                | 10年の歴史を振り返ろう SKE48 7大ニュース                 |                            |
| 5             | 3月9日                | スダチャレ〜須田亜香里を超えていけ〜                     | 野村実代                   |
| 6             | 3月16日               | スダチャレ〜須田亜香里を超えていけ〜                     | 野村実代                   |
| 7             | 3月23日               | 『SKE48 LIVE in LAGUNA』ライブエピソードぶっちゃけトーク |                            |
| 8             | 3月30日               | 決め顔選手権★SKE for Pretty★                             |                            |
| 9             | 4月6日                | 決め顔選手権★SKE for Pretty★                             |                            |
| 10 （最終回） | 4月13日               | 10年間ありがとう。SKE48への感謝の言葉                    | 野村実代、井上瑠夏、内山命 |

### 番組レポート
1. ↑  “【番組レポート連載】SKE48、特技アピールで意外な才能が開花!?『めちゃんこ SKEEEEEEEEEE!!』第3回”. Pop'n Roll.   ジャパンミュージックネットワーク (2019年2月23日). 2021年9月9日閲覧。
2. ↑  “【番組レポート連載】SKE48、水野愛理はメンバーが仕掛けたドッキリを見破れるのか?『めちゃんこ SKEEEEEEEEEE!!』第4回”. Pop'n Roll.   ジャパンミュージックネットワーク (2019年3月2日). 2021年9月9日閲覧。
3. ↑  “【番組レポート連載】SKE48、後輩メンバーが須田亜香里に挑む!第2のバラエティクイーンは誰だ!『めちゃんこ SKEEEEEEEEEE!!』第5回”. Pop'n Roll.   ジャパンミュージックネットワーク (2019年3月9日). 2021年9月9日閲覧。
4. ↑  “【番組レポート連載】SKE48、松井が復帰後初ステージ＜SKE48 LIVE in LAGUNA＞の裏話を暴露!『めちゃんこ SKEEEEEEEEEE!!』第7回”. Pop'n Roll.   ジャパンミュージックネットワーク (2019年3月23日). 2021年9月9日閲覧。
5. ↑  “【番組レポート連載】SKE48、いたずらアベンジャーズ降臨。高柳明音よ、これがいたずらだ!『めちゃんこ SKEEEEEEEEEE!!』第9回”. Pop'n Roll.   ジャパンミュージックネットワーク (2019年4月6日). 2021年9月9日閲覧。
6. ↑  “【番組レポート連載】SKE48、メンバーの想いのこもった手紙が涙を誘った感動の番組フィナーレ『めちゃんこ SKEEEEEEEEEE!!』第10回”. Pop'n Roll.   ジャパンミュージックネットワーク (2019年4月13日). 2021年9月9日閲覧。